# Konstantin von Benckendorff
Pour les articles homonymes, voir Benckendorff.
Konstantin Khristoforovitch von Benckendorff (russe : Константин Христофорович Бенкендорф, Konstantin Khristoforovich Benkendorf, (En allemand : Konstantin von Benckendorff), né le 31 janvier 1785 à Saint-Pétersbourg, décédé le 6 août 1828 à Provadi dans la région de Dobroudja était un général et diplomate de l'Empire russe. Grâce à son ouvrage Lettres de Perse, il acquit la célébrité dans le monde littéraire.
Au cours des guerres napoléoniennes, il fut l'un des commandants en chef de l'Armée impériale de Russie.

## Famille
Il est le fils du général d'infanterie Christoph Ivanovitch von Benckendorff, gouverneur de Riga sous le règne de Paul Ier de Russie et de la comtesse Anna Juliana von Schilling-Canstatt.
Son frère Alexandre (1781-1844) fut aussi général et homme d'État, et leur sœur, la princesse de Lieven, était une personne en vue à Londres et à Paris et fameuse épistolière.

## Descendance
- Maria Konstantinovna von Benckendorff;

- Son fils, le comte Konstantin Konstantinovitch von Benckendorff (1816-1858) fut diplomate, il participa à la guerre du Caucase (1817-1864)[4].

## Biographie
Issu d'une famille noble et illustre de Livonie (allemande de la Baltique).
Sa grand-mère paternelle, Élisabeth von Löwenstern, fut l'une des enseignantes du tsarévitch Alexandre Pavlovitch. Depuis leur enfance, une profonde amitié liait sa mère, née comtesse Anna Juliana von Schilling-Canstatt, à l'impératrice Marie.
Les parents destinèrent leur fils cadet à la carrière diplomatique, et il fut inscrit, en qualité d'élève officier, au Collège des Affaires étrangères, le 20 juillet 1797.
Le 20 avril 1803, Benckendorff fut nommé chambellan à la Cour impériale. Il remplit diverses missions diplomatiques à Berlin et dans d'autres États germaniques. En 1811, il est nommé secrétaire d'ambassade à Naples.
De retour en Russie, le 19 octobre 1812, il commença sa carrière militaire au grade de major et servit dans un détachement de cavalerie placé sous les ordres de l'adjudant général Ferdinand von Wintzingerode Il s'illustra lors de la bataille de Smolensk (16 août et 17 août 1812) et la prise de Vilna. En 1813, il reçut le commandement d'un détachement de cavalerie, et se distingua par sa bravoure à la prise de Cassel, à Fulda, et Hanau.  Après la bataille de Leipzig (16 octobre au 19 octobre 1813), il fut élevé au grade de colonel. En 1814, lors du franchissement du Rhin par l'armée napoléonienne, il harcela la Grande Armée, lui coupant tout moyen de communication. Benckendorff s'illustra aux batailles de Soissons, Brienne (29 janvier 1814), Craonne (7 mars 1814) et Reims (13 mars 1814). Après la prise de Paris (1814) par les puissances alliées, il fut élevé au grade de major-général et reçut le commandement de la 2e Brigade appartenant à la 4e Division de Dragons. En 1816, son état de santé l'obligea à prendre sa retraite.

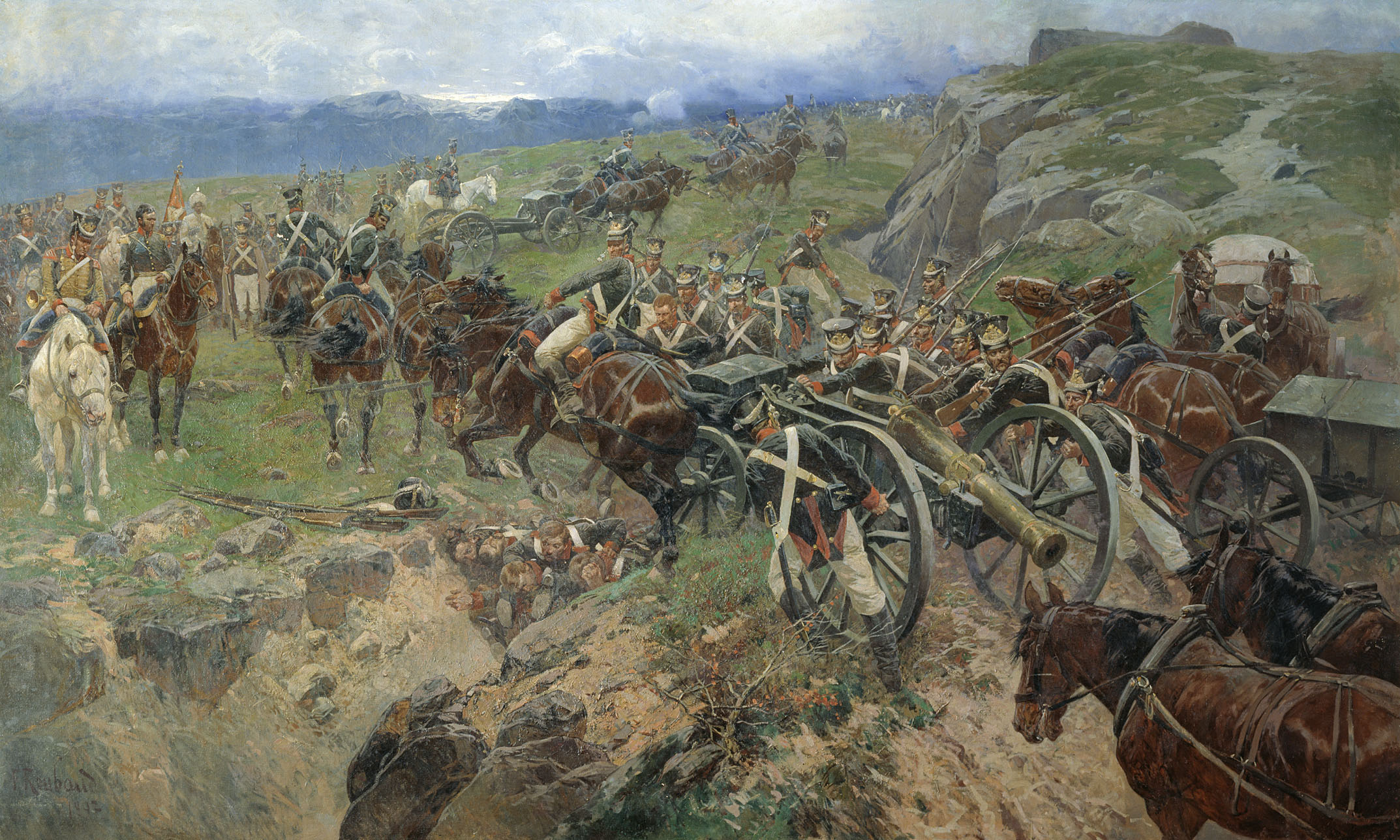
Scène de la Guerre russo-persane (1804-1813), du peintre britannique Living Bridge (1892)

Cinq ans plus tard, il fut nommé ministre plénipotentiaire à Baden et à Stuttgart (1820-1826). Le 14 octobre 1826, il fut promu adjudant-général. Avec le déclenchement de la guerre russo-persane, il partit dans le Caucase, à la tête d'un détachement de cavalerie. Il fit tomber Echmiadzin (Arménie actuelle) et défit les Kurdes près d'Erevan. Puis il traversa l'Araxe et défit la cavalerie perse. Le 17 mai 1827, le grade de lieutenant-général lui fut attribué. Les conditions climatiques rigoureuses et les privations affaiblirent Benckendorff. Bientôt, le lieutenant-général fut atteint par une phtisie galopante. La guerre russo-turque fut la dernière opération militaire à laquelle il participa.

## Décès et inhumation
Le général Constantin von Benckendorff mourut le 6 août 1828 dans la région de Dobroudja (Roumanie actuelle) et fut inhumé à Stuttgart.

## Distinctions militaires
- 1813 : Ordre de Sainte-Anne (1re classe - avec diamants) ;
- Ordre de Saint-Georges (3e classe) ;
- Ordre de Saint-Vladimir (2e classe) ;
- Ordre de l'Aigle rouge (2e classe), (Prusse) ;
- Ordre de l'Épée (Suède) ;
- Ordre militaire Maximilien Joseph (Bavière) ;
- Ordre impérial de Léopold (Autriche) ;
- Épée d'or avec l'inscription « Pour bravoure » avec diamants.